# فرانسيسكو موهيكا
فرانثيسكو خوان مارتينيث موخيكا (بالإسبانية: Francisco Juan Martínez Mojica)‏ ـ (ولد في ألش في 5 أكتوبر 1963) هو عالم أحياء دقيقة إسباني يعمل أستاذًا بقسم علم وظائف الأعضاء والوراثة والأحياء الدقيقة في بجامعة أليكانتي الإسبانية، عُرف بأبحاثه في تقنيات تعديل جين كريسبر، الذي كان هو وزميله رود يانسن اللذان اقترحا له هذه التسمية في سنة 2001.

## الجوائز والتكريم
- جائزة ألبرتو سولس (2016)
- جائزة الملك خايمي الأول للأبحاث الأساسية (2016)
- جائزة مركز ألباني الطبي (2017).[14]
- الدكتوراه الفخرية من جامعة مينينديث بيلايو الدولية